# Morter Tipus 96

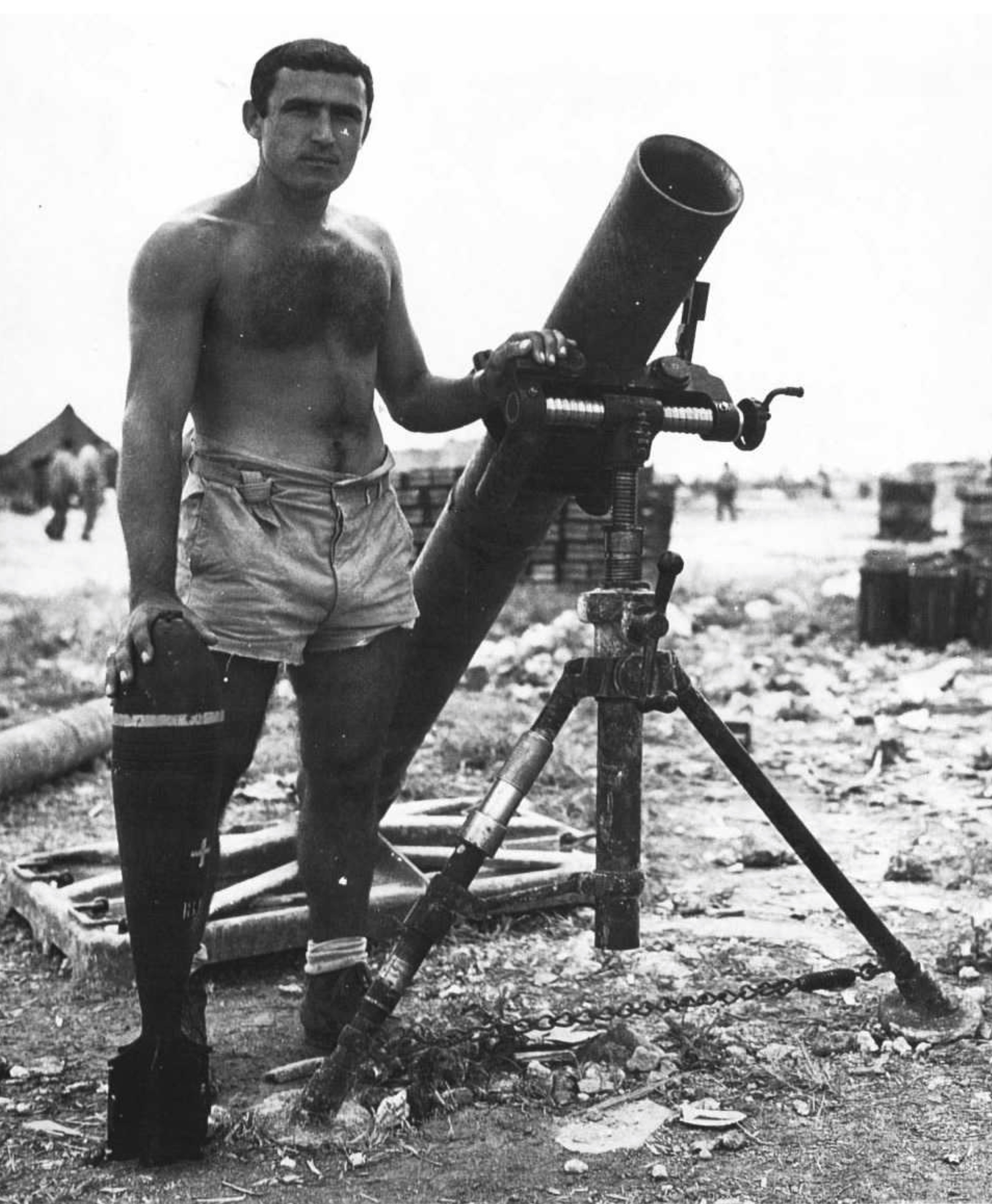

Els morters Tipus 96 i Tipus 97 eren morters de 150 mm de disseny japonès utilitzat durant la Segona Guerra Mundial. La designació de Tipus 96 va ser donada per l'any en el que van entrar en servei, l'any 2596 del calendari japonès (1936 en el calendari gregorià). Tenia un calibre de 150,5 mm, i aproximadament se'n van produir 90. El Tipus 96 va ser utilitzat a Iwo Jima i a la Xina, però les seves qualitats no són gaire conegudes. En 1941 es va dissenyar una variant del Tipus 96 que fos més portable, el morter Tipus 97, també un morter de 150 mm, al qual s'havia retirat el sistema de control de retrocés.

## Especificacions
| Designation         | Type 96                                               | Type 96 canó llarg                                    | Type 97 canó curt                                     |
| ------------------- | ----------------------------------------------------- | ----------------------------------------------------- | ----------------------------------------------------- |
| Llargada del canó   | 1,3 metres                                            | 1,9 metres                                            | 1,4 metres                                            |
| Elevació            | +45° a +80°                                           | +45° a +80°                                           | +45° a +80°                                           |
| Pes de projectil    | Entre 23,8 i 25,6 kg, depenent del tipus de projectil | Entre 23,8 i 25,6 kg, depenent del tipus de projectil | Entre 23,8 i 25,6 kg, depenent del tipus de projectil |
| Velocitat inicial   | 214 m/s                                               | 214 m/s                                               | 214 m/s                                               |
| Pes                 | 722 kg                                                | 342 kg                                                | 232,5 kg                                              |
| Distància operativa | 3,9 km                                                | 3,9 km                                                | 3,9 km                                                |
| Quantitat produïda  | 90                                                    | 110                                                   | 110                                                   |